# Ᵽ
Ᵽ ، ᵽ یا P ِ سرکش‌دار یکی از حروف الفبای لاتین است. این حرف تشکیل‌شده از یک P با سرکشی در میان گردی آن یا گاه روی پایهٔ آن است. در برخی از سامانه‌های آوانگاری از جمله برای زبان‌های بومی آمریکا و برای نشان دادن آوای [ɸ] از این حرف بهره‌می برند.
در ۱۹۸۷ میلادی برای نگارش زبان تانیموکا از نویسهٔ ᵽ استفاده‌کردند.